# Trøndelag Folkemuseum
Trøndelag Folkemuseum, eller Sverresborg, är ett kulturhistoriskt friluftsmuseum beläget vid Sverresborg, Byåsen i Trondheim i Norge.
Museet bildades officiellt 1913, men då hade verksamheten med att samla in äldre byggnader redan bedrivits sedan 1909. År 1914 flyttades museet till sin nuvarande plats. Museiområdet är omkring 15 hektar och det finns utökningsmöjligheter för ytterligare 15 hektar. På området finns omkring 60 olika byggnader från olika tidsepoker, kulturmiljöer och delar av Norge. Den äldsta byggnaden är Haltdalens stavkyrka från 1170-talet, som sedan år 2000 finns i en kopia. Heimaeys stavkyrka på Västmannaöarna i Island.
Flertalet byggnader är från 1700- och 1800-talet.
Museet ansvarar även för tre andra museiverksamheter: Meldal Bygdemuseum, Trondhjems Sjøfartsmuseum och Norsk Døvemuseum. Det ingår numera i Museerne i Sør-Trøndelag.
Inom museiområdet finns en ruin efter borgen Sverresborg. Borgen anlades troligen på 1180-talet av Sverre Sigurdsson som försvar för Nidaros. Borgen förstördes på 1190-talet, byggdes upp igen men efter det är det oklart när den togs ur bruk för gott.

## Bildgalleri

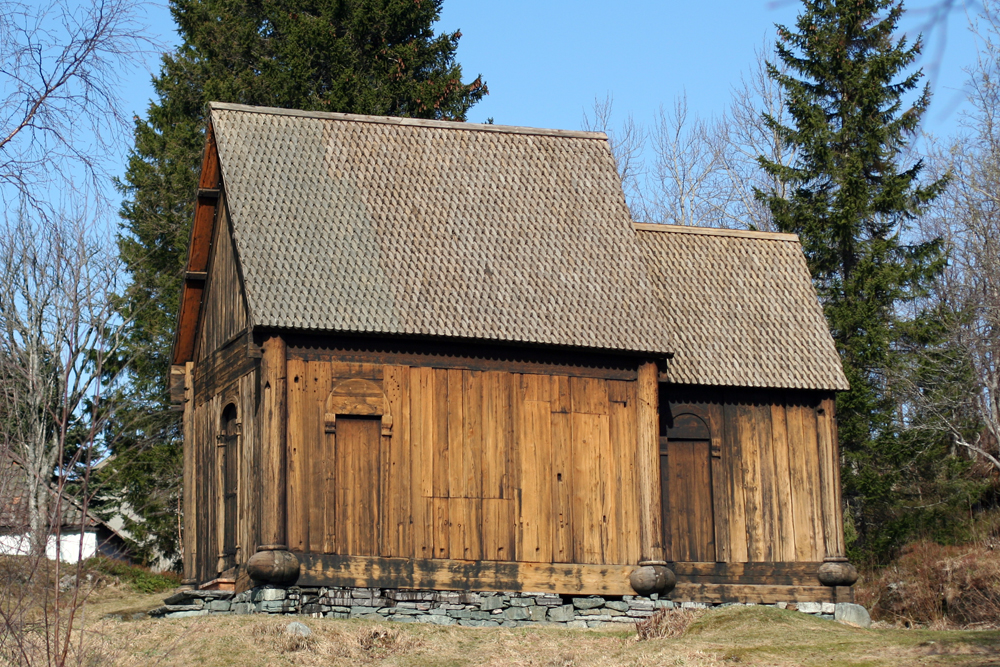
Haltdalens stavkyrka
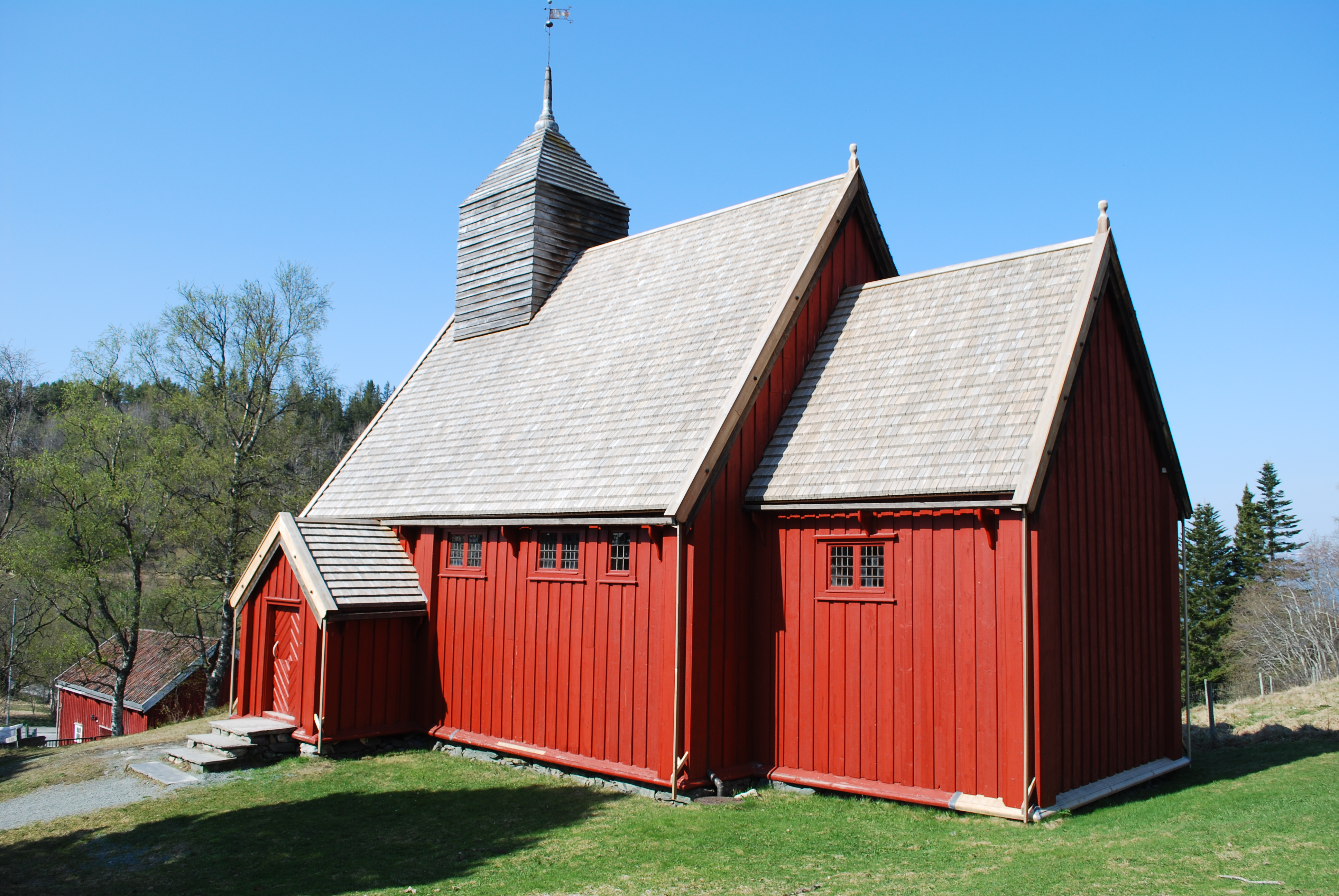
Lo kirke
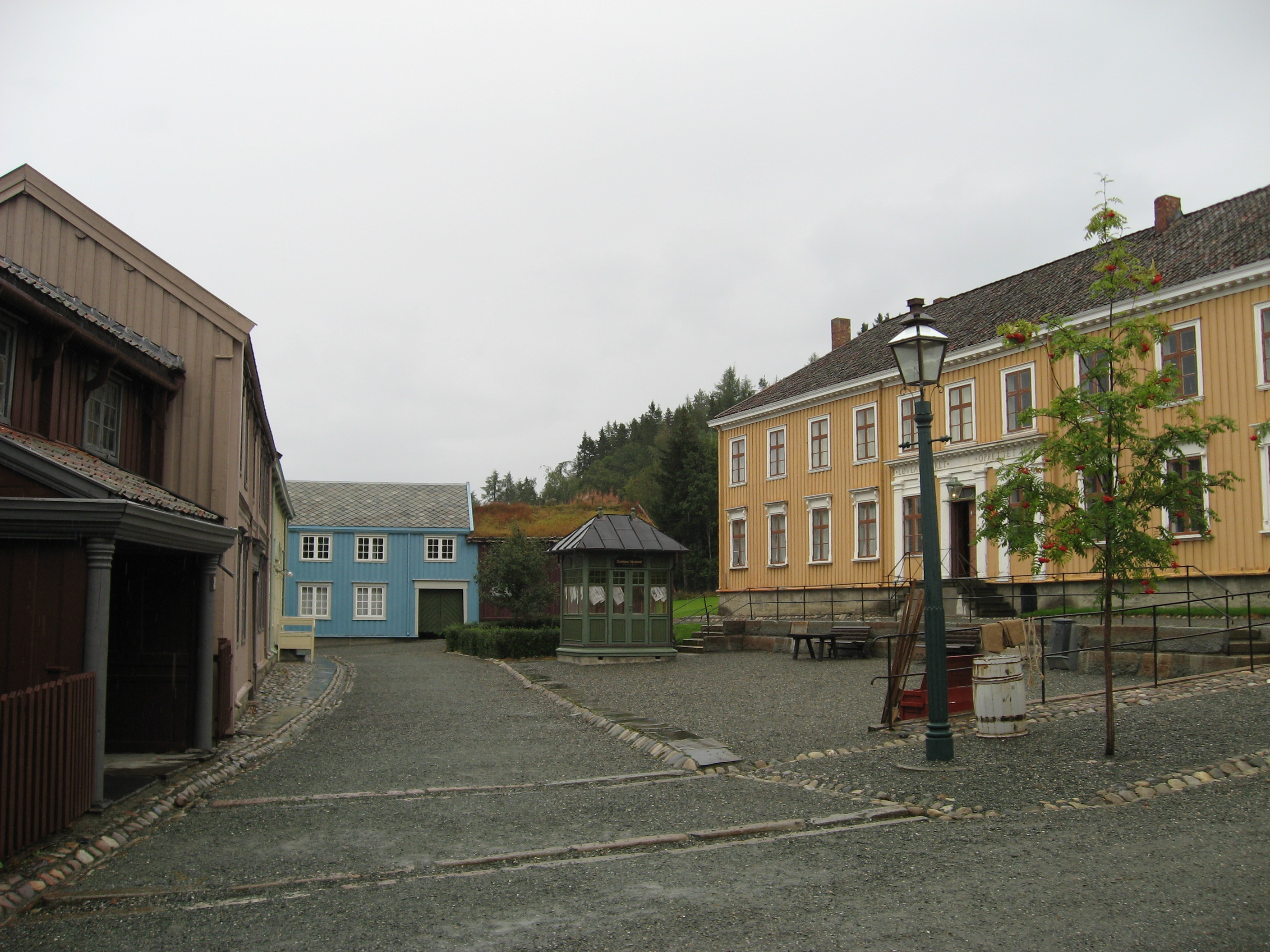
"Bytorget"
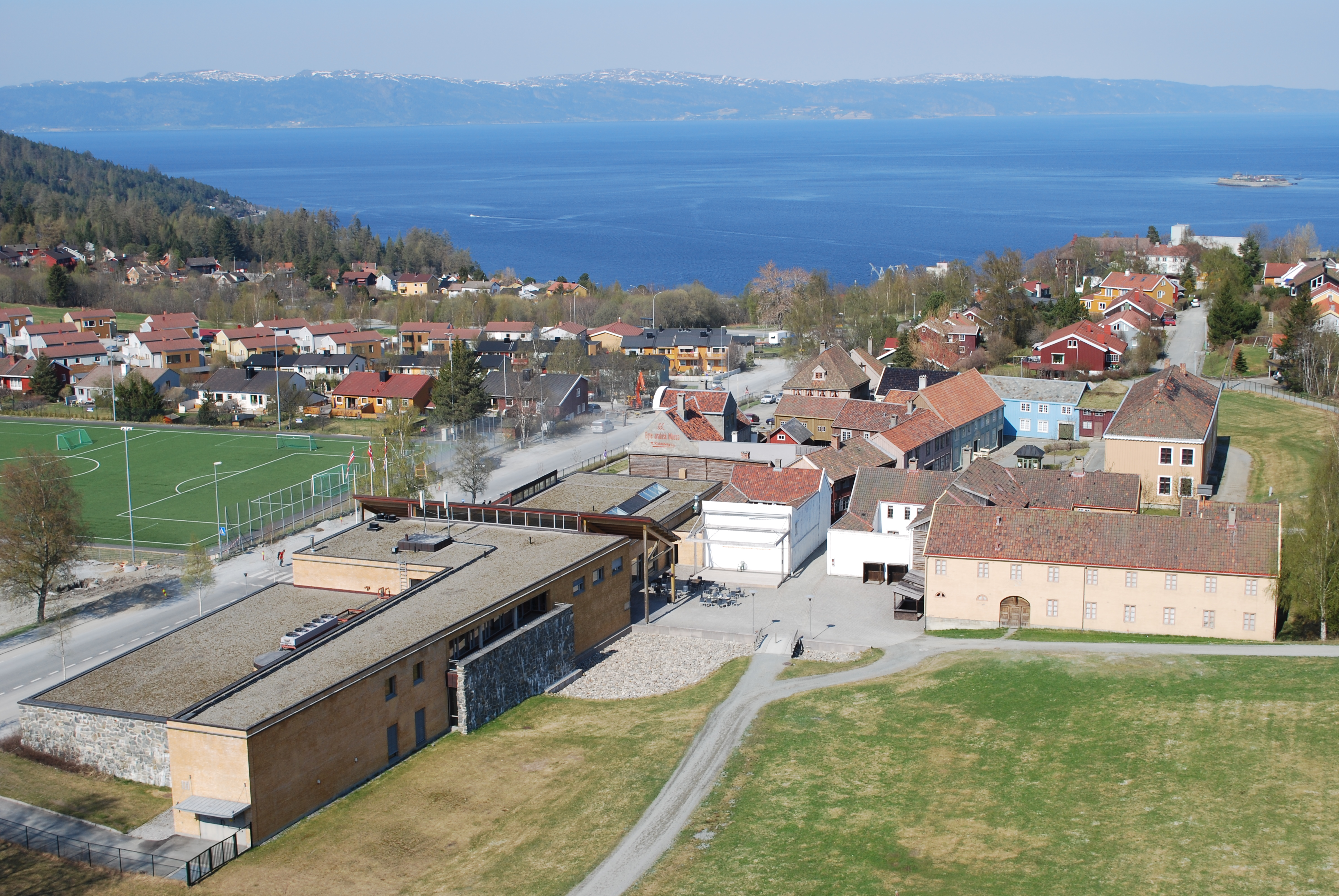
Utsikt mot havet